# Juri Iwanowitsch Borissow

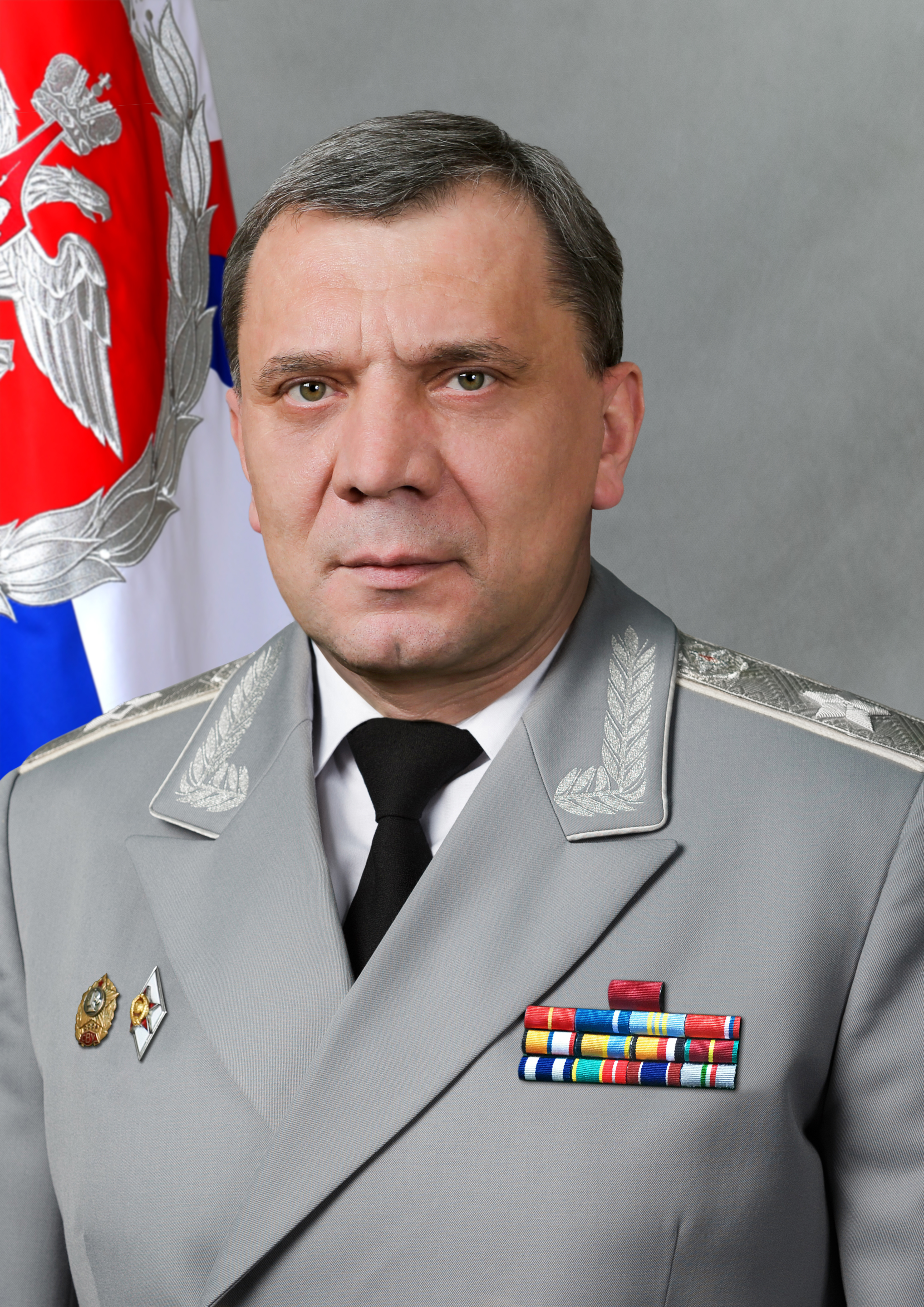
Juri Borissow (2014)

Juri Iwanowitsch Borissow (russisch Юрий Иванович Борисов; * 31. Dezember 1956 in Wyschni Wolotschok, Oblast Twer, Russische SFSR, Sowjetunion) ist ein russischer Politiker und war vom 15. Juli 2022 bis 6. Februar 2025 Direktor der russischen Weltraumorganisation Roskosmos. Er bekleidet den Rang eines Wirklichen Staatsrats 1. Klasse der Russischen Föderation.

## Leben
Borissow beendete 1974 die Suwurow-Kadettenschule in Twer und absolvierte 1978 die Puschkiner Höhere Kommandeursschule für Radioelektronik der Luftverteidigung. Anschließend diente er als Offizier der Sowjetarmee in verschiedenen Positionen. 1985 absolvierte er erfolgreich die Fakultät für Numerische Mathematik und Kybernetik der Lomonossow-Universität Moskau. 1998 wurde er in die Reserve der russischen Streitkräfte versetzt und besetzte den Posten des Generaldirektors des Wissenschaftlich-Technischen Zentrums „Modul“. Im Juli 2004 wurde er Verwaltungschef für Radioelektronische Industrie und Steuerungssysteme bei der Föderalen Agentur für Industrie. Ab Oktober 2007 besetzte er den Posten des stellvertretenden Leiters der Föderalen Agentur für Industrie. Am 2. Juli 2008 wurde er Stellvertreter des Ministers für Industrie und Handel der Russischen Föderation. In dieser Funktion überwachte er ein Programm zur Entwicklung der Radioelektronik und unterstützte die Einführung des Satellitennavigationssystems GLONASS. Am 3. März 2011 begann er als 1. Stellvertreter des Vorsitzenden der Militärindustriellen Kommission bei der Regierung der Russischen Föderation zu arbeiten.
Mit Erlass des Präsidenten vom 15. November 2012 wurde er als stellvertretender Verteidigungsminister eingesetzt. Auf diesem Posten war er für die militärtechnische Ausrüstung der Streitkräfte sowie für Entwicklung und Modernisierung der Militär- und Spezialtechnik zuständig. Am 5. Juni 2013 wurde er außerdem Vorsitzender des Militärtechnischen Komitees beim Rat der Verteidigungsminister der GUS. Nach den russischen Präsidentschaftswahlen wurde er am 18. Mai 2018 zum Vize-Ministerpräsidenten berufen. In dieser Funktion war er u. a. für Fragen der nationalen Verteidigung, militärische Ausrüstung, militärische Entwicklung, internationale militärische Zusammenarbeit, Atomaufsicht und Zivilverteidigung zuständig.
Am 15. Juli 2022 wurde Juri Borissow als Nachfolger von Dmitri Olegowitsch Rogosin zum Direktor von Roskosmos ernannt.
Sein Nachfolger als Vize-Ministerpräsident wurde der bisherige Minister für Industrie und Handel Denis Walentinowitsch Manturow.
Noch im selben Monat gab Borissow bekannt, dass der Ausstieg Russlands aus der Internationalen Raumstation nach dem Jahr 2024 beschlossene Sache sei.
Am 6. Februar 2025 wurde er als Direktor von Roskosmos entlassen.
Borissow ist Mitglied des Direktorenrates des Rüstungsunternehmens Uralwagonsawod sowie des Luftfahrtkonsortiums OAK. Am 7. Oktober 2013 wurde er zum Aktiven staatlichen Berater der Russischen Föderation 1. Klasse ernannt.
Juri Borissow ist Doktor der technischen Wissenschaften. Er ist verheiratet und Vater zweier Söhne.

## Auszeichnungen
- Held der Russischen Föderation 2018 vermutlich im Zusammenhang mit der Entwicklung der Waffe Burewestnik[14]
- Verdienstorden für das Vaterland 4. Klasse
- Orden der Ehre (2014)
- Orden „Für den Dienst am Vaterland in den Streitkräften der UdSSR“ 3. Klasse
- Staatliche  Prämie der Russischen Föderation Marschall der Sowjetunion G.K. Schukow (2015)